# 台湾的名称
臺灣的名称在不同歷史阶段和不同场合不尽相同。

## 近世

### 小琉求
中國史籍分別在3世紀和7世紀先後出現東方海中「夷洲」、「流求」等的記載，11世紀出現在海外地圖中，但皆不能確知其所指為何地。
明朝建立後，1372年朱元璋遣使向琉球國發布詔諭，中山國國王首遣使出使明朝，遂有「大琉求」、「小琉求」之分，以「大琉求」稱遣使的琉球國，小琉求仍不能確知其所指為何地。16世紀後期，明確以「小琉求」指稱前往琉球群島航線上並作為導航參考點的台灣。

### 高砂
日本文獻曾稱呼臺灣為「高砂」、「高砂國」或「高山國」。日本人以「打狗山」之音，轉成「 Takasago」。京都金地院所藏的《異國渡海御朱印帳》中，以「高砂國」稱呼臺灣，兩者之片假名皆為「 Takasago」，亦有用萬葉假名「塔伽沙谷」、「塔伽沙古」、「塔曷沙古」、「多加佐古」等表記。

### 福爾摩沙
臺灣曾被稱為「福爾摩沙」，源自葡萄牙語（葡萄牙語發音：[ˌiʎɐ fuɾˈmɔzɐ]），意為「美麗島」。在1544年當時葡萄牙船隻在經過臺灣海面時，水手從海上遠望臺灣，發現臺灣甚為美麗，於是高呼，葡萄牙語的「Formosa」為「美麗」之意，「Ilha」則為「島嶼」，故翻譯為美麗島。但此說法尚無直接與明確的證據。16世紀中葉之後葡萄牙人繪製的地圖，在琉球島鏈的南端常標示有（ 疑為筆誤），翁佳音懷疑起初16世紀中並非明確指稱台灣，施雅軒則認為可能是福建沿海前往琉球針路航線途中，海員所能望見的導航點台灣的北端。16世紀後期之後西班牙記為，在1580年代以後漸漸成為專指台灣的稱呼。直到1950年代以前是西方國家對臺灣的主要稱呼。歐洲亦因此曾長期稱臺灣海峽為福爾摩沙海峽。

### 北港
荷蘭文獻普遍記述「北港又稱福爾摩沙島」，可能原本是指台灣西南海岸，台江內海的北側，或是漢人海員所稱的魍港（今嘉義布袋、台南北門）。

### 大員
1603年福建福州連江人陳第隨明將沈有容來台灣追擊海盜，歸國後將其見聞寫成〈東番記〉一文，是已知的「大員」一詞首次出現。臺灣荷蘭統治時期，荷蘭東印度公司在「（大員）」（台南台江內海的航道出海口南側沙汕浮島）興建城堡熱蘭遮城，成為台灣最高行政中心，後來其各種台語同音詞演變成為全台灣島的代稱。17世紀明代文獻亦記為「台員」、「大圓」、「大灣」、「台灣」，日本同時期文獻亦有將台灣稱為「大冤」、「大宛」，鄭經時期當時朝鮮稱臺灣為「大樊」（： Daebeon）、稱鄭經的東寧國為「大樊國」，此等稱呼應皆是來自「大員」的轉音。日治時連橫《台灣通史》認為此名來自「埋冤」，翁佳音認為來自「大灣」。

### 東都、東寧
鄭成功攻台前，鄭、清文書中稱一鯤身為「台灣」、其上的城堡熱蘭遮城稱為台灣城、市街稱台灣街，來台在圍攻熱蘭遮城大敗後以其第二故鄉安平之名將原稱為台灣的一鯤身改稱「安平鎮」、今臺灣本島稱為「東都」。鄭經在位時代將東都改稱「東寧」。

## 现代

### 臺灣
「臺灣」名稱來自南臺灣的古地名大員，此名稱位置即現今臺南安平地區附近一帶。名稱來源一說是漢人對於台江內海大海灣的地形，稱之為「大灣（Tāi-uân）」，因各地方言不同而正式書寫成「大員（Tāi-uân）」、「大苑（Tāi-uán）」、「臺員（Tâi-uân）」等。另一說是當地原住民西拉雅族的音譯，意為「交會之地」或「濱海之地」，或一說為源自於大武壠族的自稱。荷蘭人來臺時便隨此名稱呼，並音寫成Teyoan、Taioan、Teyouvan、Tayouan、Taiyouan、Taiyouhan，大清将臺灣納入版圖後，清朝改以「臺灣」設置臺灣府，「臺灣」遂成為此島嶼的固定稱呼。1971年中華民國代表失去聯合國席位之後，1979年美國政府不再承認中華民國政府，並在《台灣關係法》中稱呼其為「臺灣治理當局」。俄罗斯联邦的《俄罗斯與台灣關係法》也有类似规定。

### 「」與「」
「臺灣」原本為音譯字，寫為「臺灣」時的「臺」為繁體字，常與其異體字「台」通用，長期以來民間與媒體以「台灣」使用居多，在清治、日治、中華民國的官方國書、文件中則使用正式的「臺灣」。
戰後國民政府來台，在戒嚴時期以黨國力量強制出版品必須將「台」改印成「臺」才能取得出版執照，出版商屢屢必須全書重印造成龐大損失；學校教學、考試也必須以「臺」書寫。解嚴民主開放以後，臺灣各級政府機構對「臺」與「台」兩字對政府文書不再強制統一規定。然而2002年臺北市政府在馬英九擔任市長推動「正體字運動」時，全面於相關機關的公文與文件使用「臺」字；馬英九主政下的中華民國教育部在2010年考據字源後宣布，以後教育部公文一律使用「臺灣」用字，並建議中央其他部會跟進，官方所屬學術論文審查亦會將原稿的「台」強制代換為「臺」，例如曾發生過將麻豆社事件「刣人河」的「刣」，原稿的「台刂」刊出時印成「臺刂」:98的笑話。
在歷代字書中，俗體字「台」在漢代《說文解字》原做為正字的發音為「ㄧˊ」，和「怡」字通用；到了唐、宋《廣韻》、《集韻》，「台」亦可念為「ㄊㄞˊ／tái」、「ㄊㄞ／tāi」，當中「ㄊㄞ／tāi」音為中國大陸浙江省州、天山等部分地名的正音。「台」亦為發音「ㄊㄞˊ／tái」、「ㄊㄞ／tāi」的許多形聲字由中華民國教育部審定為正字的聲符，如「胎」、「苔」、「颱風」的「颱」，其正字皆以「台」為聲符。

### 中国台湾
「中国台湾」（英語：Taiwan, China）或「中国台湾省」（ISO 3166-1代码：TW），是国际标准ISO 3166-1下台灣的名称，也是联合国、世界经济论坛、国际标准化组织、世界银行、国际货币基金组织等国际组织对台湾的主要称呼，亦是中华人民共和国政府在国际和国内场合中对台湾的正式称呼之一。
南海仲裁案中，仲裁本文以「中國台灣當局」稱呼在台灣的中華民國政府。。

### 中华台北

中華奧林匹克委員會會旗，又稱「梅花旗」

由于实际管辖台湾的中华民国不被国际承认，台湾在国际上也被称为中華臺北。1984年以後，臺湾的夏季奧林匹克運動會代表團开始以「中華臺北」作为其代表名称。
此外，中华台北也是台湾參加许多國際組織時所採用的官方名稱，以表明其地区经济体的身份，而非主权国家的身份。例如亞洲太平洋經濟合作會議（APEC）、經濟合作暨發展組織（OECD）、世界衛生大會（WHA）、國際民用航空組織（ICAO）等。。台湾於世界貿易組織（WTO）之正式名稱為“臺灣、澎湖、金門及馬祖個別關稅領域”，在WTO中简称「中华台北」。

## 其它
臺灣由於物產豐富，故又稱“寶島”。士人則喜以《山海經》等古籍中的海上神山仙島蓬萊、瀛洲等，作為臺灣的雅稱。而因平地地形之緣故，使臺灣又有「鯤島」之別稱。
中共中央台湾工作办公室发言人朱凤莲说，“湾湾”一词是对台湾民众“萌萌”的昵称，却被污名化，台湾基进党秘书长王兴焕回应说，“湾湾”一词不具贬义，但令人反感的是“我的湾湾”，是统战用法。